# NRJ Music Award
NRJ Music Award – nagroda muzyczna przyznawana od 2000 przez francuskie radio NRJ wspólnie ze stacją telewizyjną TF1. Wręczenie nagród odbywa się w styczniu w Cannes.

## Kategorie w których wręczana jest nagroda
Nagrody wręczane są w następujących kategoriach:
- Debiut roku we Francji (Révélation francophone de l’année)
- Debiut roku na świecie (Révélation internationale de l’année)
- Francuski wokalista roku (Artiste masculin francophone de l’année)
- Wokalista roku na świecie (Artiste masculin international de l’année)
- Francuska wokalistka roku (Artiste féminine francophone de l’année)
- Wokalistka roku na świecie (Artiste féminine internationale de l’année)
- Francuska piosenka roku (Chanson francophone de l’année)
- Piosenka roku na świecie (Chanson internationale de l’année)
- Francuski album roku (Album francophone de l’année)
- Album roku na świecie (Album international de l’année)
- Francuski zespół/duet roku (Groupe/duo francophone de l’année)
- Zespół/duet roku na świecie (Groupe/duo international de l’année)
- Wideoklip roku (Clip de l’année)

Radio NRJ wybiera pięć nominacji w każdej kategorii, a głosowanie odbywa się poprzez stronę internetową. Przy wyborze zwycięzcy 75% głosów oddają widzowie, a 25% oddaje jury składające się z ekspertów NRJ i TF1.

## Zwycięzcy

### 2000
- Francuska rewelacja roku: Hélène Ségara
- Rewelacja roku: Tina Arena
- Francuski wokalista roku: David Hallyday
- Wokalista roku na świecie: Will Smith
- Francuska wokalistka roku: Mylène Farmer
- Wokalistka roku na świecie: Mariah Carey
- Francuska piosenka roku: Zebda – „Tomber la chemise”
- Piosenka roku na świecie: Lou Bega – „Mambo No. 5”
- Francuski album roku: Mylène Farmer – Innamoramento
- Album roku na świecie: Whitney Houston – My Love Is Your Love
- Francuski zespół/duet roku: Zebda
- Zespół/duet roku na świecie: Texas
- Koncert roku: Mylène Farmer

### 2001
- Francuska rewelacja roku: Alizée
- Rewelacja roku: Anastacia
- Francuski wokalista roku: Pascal Obispo
- Wokalista roku na świecie: Moby
- Francuska wokalistka roku: Mylène Farmer
- Wokalistka roku na świecie: Madonna
- Francuska piosenka roku: Roméo & Juliette – „Les Rois du monde”
- Piosenka roku na świecie: Anastacia – „I’m Outta Love”
- Francuski album roku: Hélène Ségara – Au nom d’une femme
- Album roku na świecie: Madonna – Music
- Francuski zespół/duet roku: Les Dix Commandements
- Zespół/duet roku na świecie: The Corrs

### 2002
- Francuska rewelacja roku: Eve Angeli
- Rewelacja roku: Dido
- Francuski wokalista roku: Garou
- Wokalista roku na świecie: Michael Jackson
- Francuska wokalistka roku: Mylène Farmer
- Wokalistka roku na świecie: Jennifer Lopez
- Francuska piosenka roku: Axel Bauer i Zazie – „À ma place”
- Piosenka roku na świecie: Geri Halliwell – „It’s Raining Men”
- Francuski album roku: Gérald de Palmas – Marcher dans le sable
- Album roku na świecie: Dido – No Angel
- Francuski zespół/duet roku: Garou i Céline Dion
- Zespół/duet roku na świecie: Destiny’s Child

### 2003
- Francuska rewelacja roku: Jenifer
- Rewelacja roku: Las Ketchup
- Francuski wokalista roku: Gérald de Palmas
- Wokalista roku na świecie: Billy Crawford
- Francuska wokalistka roku: Mylène Farmer
- Wokalistka roku na świecie: Shakira
- Francuska piosenka roku: Renaud i Axelle Red – „Manhattan-Kaboul”
- Piosenka roku na świecie: Shakira – „Whenever, Wherever”
- Francuski album roku: Indochine – Paradize
- Album roku na świecie: Shakira – Laundry Service
- Francuski zespół/duet roku: Renaud i Axelle Red
- Zespół/duet roku na świecie: The Calling

### 2004
- Francuska rewelacja roku: Nolwenn Leroy
- Rewelacja roku: Evanescence
- Francuski wokalista roku: Calogero
- Wokalista roku na świecie: Justin Timberlake
- Francuska wokalistka roku: Jenifer
- Wokalistka roku na świecie: Dido
- Francuska piosenka roku: Kyo – „Le Chemin”
- Piosenka roku na świecie: Elton John i Blue – „Sorry Seems to Be the Hardest Word”
- Francuski album roku: Kyo – Le Chemin
- Album roku na świecie: Dido – Life for Rent
- Francuski zespół/duet roku: Kyo
- Zespół/duet roku na świecie: Linkin Park
- Nagroda za osiągnięcia: Madonna

### 2005
- Francuska rewelacja roku: Emma Daumas
- Rewelacja roku: Maroon 5
- Francuski wokalista roku: Roch Voisine
- Wokalista roku na świecie: Usher
- Francuska wokalistka roku: Jenifer
- Wokalistka roku na świecie: Avril Lavigne
- Francuska piosenka roku: K-Maro – „Femme Like U”
- Piosenka roku na świecie: Maroon 5 – „This Love”
- Francuski album roku: Jenifer – Le Passage
- Album roku na świecie: The Black Eyed Peas – Elephunk
- Francuski zespół/duet roku: Calogero i Passi
- Zespół/duet roku na świecie: Placebo
- Wideoklip roku: Corneille – „Parce qu’on vient de loin”
- Nagroda za osiągnięcia: U2

### 2006
- Francuska rewelacja roku: Grégory Lemarchal
- Rewelacja roku: James Blunt
- Francuski wokalista roku: Raphaël
- Wokalista roku na świecie: Robbie Williams
- Francuska wokalistka roku: Jenifer Bartoli
- Wokalistka roku na świecie: Madonna
- Francuska piosenka roku: Matt Pokora – „Elle me contrôle”
- Piosenka roku na świecie: Shakira – „La Tortura”
- Francuski album roku: Mylène Farmer – Avant que l’ombre…
- Album roku na świecie: The Black Eyed Peas – Monkey Business
- Francuski zespół/duet roku: Le Roi Soleil
- Zespół/duet roku na świecie: The Black Eyed Peas
- Wideoklip roku: Matt Pokora – „Elle me contrôle”
- Nagroda za osiągnięcia: Bob Geldof, za organizację Live 8

### 2007
- Francuska rewelacja roku: Christophe Maé
- Rewelacja roku: Nelly Furtado
- Francuski wokalista roku: Matt Pokora
- Wokalistka roku na świecie: Christina Aguilera
- Francuska wokalistka roku: Diam’s
- Wokalista roku na świecie: Justin Timberlake
- Francuski zespół/duet roku: Le Roi Soleil
- Zespół/duet roku na świecie: Evanescence
- Piosenka roku na świecie: Rihanna – „Unfaithful”
- Francuski album roku: Diam’s – Dans ma bulle
- Album roku na świecie: Christina Aguilera – Back to Basics
- Francuska piosenka roku: Diam’s – „La Boulette”
- Wideoklip roku: Matt Pokora – „De retour”
- DJ roku: Bob Sinclar

### 2008
- Francuska rewelacja roku: Christophe Willem
- Międzynarodowa rewelacja roku: Mika
- Francuska wokalistka roku: Jenifer
- Wokalistka roku na świecie: Avril Lavigne
- Francuski artysta roku: Christophe Maé
- Wokalista roku na świecie: Justin Timberlake
- Francuska grupa/duet roku: Superbus
- Grupa/duet roku na świecie: Tokio Hotel
- Piosenka roku na świecie: Rihanna – „Don’t Stop the Music”
- Francuska piosenka roku: Christophe Willem – „Inventaire”
- Album roku na świecie: Britney Spears – Blackout
- Francuski album roku: Christophe Maé – On s’attache
- Teledysk roku: Fatal Bazooka – „Parle a ma main”
- Nagroda honorowa: Céline Dion, Michael Jackson i Kylie Minogue

#### Występy na IXth NRJ Music Awards 2008
| Artysta           | Piosenka               |
| ----------------- | ---------------------- |
| Rihanna           | „Don’t Stop The Music” |
| Jenifer           | „Tourner ma page”      |
| Mika              | „Relax, Take It Easy”  |
| Christophe Willem | „Double Je”            |
| Céline Dion       | „Taking Chances”       |
| Tokio Hotel       | „1000 Meere”           |
| Christophe Maé    | „On s’attache”         |
| Fatal Bazooka     | „Parle à ma main”      |
| Yael Naïm         | „New Soul”             |
| M. Pokora         | „Dangerous”            |
| Vanessa Paradis   | „Dès Que J’te Vois”    |
| James Blunt       | „Same Mistake”         |
| Kylie Minogue     | „In My Arms”           |
| Superbus          | „Travel the World”     |
| Amel Bent         | „Tu N’es Plus Là”      |
| Johnny Hallyday   | „Sarbacane”            |

### 2009
- Francuska rewelacja roku: Zaho
- Międzynarodowa rewelacja roku: Jonas Brothers
- Francuska wokalistka roku: Jenifer Bartoli
- Wokalistka roku na świecie: Britney Spears
- Francuski wokalista roku: Christophe Maé
- Wokalista roku na świecie: Enrique Iglesias
- Francuska grupa/duet roku: Cléopâtre
- Międzynarodowa grupa/duet roku: The Pussycat Dolls
- Piosenka roku na świecie: Rihanna – „Disturbia”
- Francuski album roku: Mylène Farmer – Point de suture
- Album roku na świecie: Katy Perry – One of the Boys
- Francuska piosenka roku: Christophe Maé – „Belle Demoiselle”
- Teledysk roku: Britney Spears – „Womanizer”
- Nagroda honorowa: Coldplay

### 2010
- Francuska rewelacja roku: Florent Mothe
- Międzynarodowa rewelacja roku: Lady Gaga
- Francuska wokalistka roku: Sofia Essaïdi
- Wokalistka roku na świecie: Rihanna
- Francuski wokalista roku: Christophe Willem
- Wokalista roku na świecie: Robbie Williams
- Francuska grupa/duet roku: Mozart l’Opéra Rock
- Międzynarodowa grupa/duet roku: Tokio Hotel
- Francuska piosenka roku: „L’Assasymphonie” – Florent Mothe (Mozart l’Opéra Rock)
- Piosenka roku na świecie: „I Gotta Feeling” – The Black Eyed Peas
- Francuski album roku: Caféine – Christophe Willem
- Album roku na świecie: One Love – David Guetta
- Najczęściej pobierana piosenka roku we Francji: „Ça m'énerve” – Helmut Fritz
- Nagroda honorowa: Robbie Williams and Beyoncé

### 2011
- Francuska rewelacja roku: Joyce Jonathan
- Międzynarodowa rewelacja roku: Justin Bieber
- Francuska wokalistka roku:  Jenifer
- Międzynarodowa wokalistka roku: Shakira
- Francuski wokalista roku: Matt Pokora
- Wokalista roku na świecie: Usher
- Francuska grupa/duet roku: Justin Nozuka i Zaho
- Międzynarodowa grupa/duet roku: The Black Eyed Peas
- Francuska piosenka roku: Matt Pokora – „Juste une photo de toi”
- Piosenka roku na świecie: Shakira – „Waka Waka (This Time for Africa)”
- Koncert roku:  The Black Eyed Peas
- Teledysk roku:  Lady Gaga i Beyoncé – „Telephone”
- Hit roku: Flo Rida feat. David Guetta – „Club Can’t Handle Me”
- Nagroda honorowa:  David Guetta